# Panicum haplocaulos
Panicum haplocaulos là một loài thực vật có hoa trong họ Hòa thảo. Loài này được Pilg. mô tả khoa học đầu tiên năm 1902.